# Coupe des Alpes (football)
Pour les articles homonymes, voir Coupe des Alpes.
La Coupe des Alpes est une compétition internationale de football créée en 1960 et disparue en 1987. Elle était organisée par l'Association suisse de football.
De 1960 à 1966, la compétition n'est disputée que par des clubs italiens et suisses (hormis l'édition 1962 à laquelle prirent part des clubs français). À partir de 1967, des clubs allemands de l'ouest vinrent s'ajouter aux participants, ainsi qu'un club belge en 1969. De 1972 à sa dernière édition en 1987, ce sont des clubs français et suisses qui la disputent.
Lors des deux premières éditions la victoire n'allait pas à une équipe, mais à la ligue nationale qui obtenait le plus de points.
Les clubs invités l'étaient en rapport avec leurs performances de l'année précédente, en championnat, en coupe nationale ou en coupe d'Europe.

## Palmarès

### Palmarès par édition
| Année | Vainqueur             | Score                 | Finaliste             | Lieu         |
| ----- | --------------------- | --------------------- | --------------------- | ------------ |
| 1960  | Italie                | 7 victoires contre 4  | Suisse                |              |
| 1961  | Italie (2)            | 14 victoires contre 1 | Suisse                |              |
| 1962  | Genoa CFC             | 1 - 0                 | FC Grenoble           | Gênes        |
| 1963  | Juventus              | 3 - 2                 | Atalanta Bergame      | Genève       |
| 1964  | Genoa CFC (2)         | 2 - 0                 | Calcio Catania        | Berne        |
| 1965  | Non disputée          | Non disputée          | Non disputée          | Non disputée |
| 1966  | SSC Naples            | Championnat           | Juventus              |              |
| 1967  | Eintracht Francfort   | Championnat           | TSV Munich 1860       |              |
| 1968  | Schalke 04            | 3 - 1                 | FC Bâle               | Bâle         |
| 1969  | FC Bâle               | 3 - 1                 | Bologne FC            | Bâle         |
| 1970  | FC Bâle               | 3 - 2                 | AC Fiorentina         | Bâle         |
| 1971  | Lazio Rome            | 3 - 1                 | FC Bâle               | Bâle         |
| 1972  | Nîmes Olympique       | 7 - 2                 | Girondins de Bordeaux | Nîmes        |
| 1973  | Servette FC           | 1 - 0                 | FC Lausanne-Sport     | Genève       |
| 1974  | BSC Young Boys        | 2 - 1                 | FC Bâle               | Bâle         |
| 1975  | Servette FC           | 3 - 0                 | FC Bâle               | Genève       |
| 1976  | Servette FC           | 2 - 1                 | Nîmes Olympique       | Genève       |
| 1977  | Stade de Reims        | 3 - 1                 | SEC Bastia            | Reims        |
| 1978  | Servette FC (4)       | 4 - 0                 | FC Lausanne-Sport     | Genève       |
| 1979  | AS Monaco             | 3 - 1                 | FC Metz               | Metz         |
| 1980  | Girondins de Bordeaux | 3 - 0                 | Nîmes Olympique       | Bordeaux     |
| 1981  | FC Bâle (3)           | 2 - 2 (5 - 3 tab)     | FC Sochaux            | Bâle         |
| 1982  | FC Nantes             | 1 - 0                 | Neuchâtel Xamax       | Neuchâtel    |
| 1983  | AS Monaco             | 2 - 1                 | AJ Auxerre            | Monaco       |
| 1984  | AS Monaco (3)         | 2 - 0                 | Grasshopper Zürich    | Zurich       |
| 1985  | AJ Auxerre            | 1 - 0                 | AS Monaco             | Auxerre      |
| 1986  | Non disputée          | Non disputée          | Non disputée          | Non disputée |
| 1987  | AJ Auxerre (2)        | 3 - 1                 | Grasshopper Zürich    | Auxerre      |

### Palmarès par club
| Rang | Club                   | Titres (éditions)          | Finales perdues (éditions) |
| ---- | ---------------------- | -------------------------- | -------------------------- |
| 1    | Servette FC            | 4 (1973, 1975, 1976, 1978) | 0                          |
| 2    | FC Bâle                | 3 (1969, 1970, 1981)       | 4 (1968, 1971, 1974, 1975) |
| 3    | AS Monaco              | 3 (1979, 1983, 1984)       | 1 (1985)                   |
| 4    | AJ Auxerre             | 2 (1985, 1987)             | 1 (1983)                   |
| 5    | Genoa CFC              | 2 (1962, 1964)             | 0                          |
| 6    | Nîmes Olympique        | 1 (1972)                   | 2 (1976, 1980)             |
| 7    | Juventus               | 1 (1963)                   | 1 (1966)                   |
| 7    | Girondins de Bordeaux  | 1 (1980)                   | 1 (1972)                   |
| 9    | SSC Naples             | 1 (1966)                   | 0                          |
| 9    | Eintracht Francfort    | 1 (1967)                   | 0                          |
| 9    | Schalke 04             | 1 (1968)                   | 0                          |
| 9    | Lazio Rome             | 1 (1971)                   | 0                          |
| 9    | BSC Young Boys         | 1 (1974)                   | 0                          |
| 9    | Stade de Reims         | 1 (1977)                   | 0                          |
| 9    | FC Nantes              | 1 (1982)                   | 0                          |
| 16   | Lausanne Sports        | 0                          | 2 (1973, 1978)             |
| 16   | GC Zurich              | 0                          | 2 (1984, 1987)             |
| 18   | FC Grenoble            | 0                          | 1 (1962)                   |
| 18   | Atalanta               | 0                          | 1 (1963)                   |
| 18   | Catania                | 0                          | 1 (1964)                   |
| 18   | TSV Munich 1860        | 0                          | 1 (1967)                   |
| 18   | Bologna FC 1909        | 0                          | 1 (1969)                   |
| 18   | ACF Fiorentina         | 0                          | 1 (1970)                   |
| 18   | SC Bastia              | 0                          | 1 (1977)                   |
| 18   | FC Metz                | 0                          | 1 (1979)                   |
| 18   | FC Sochaux-Montbéliard | 0                          | 1 (1981)                   |
| 18   | Neuchâtel Xamax        | 0                          | 1 (1982)                   |